# Багатодугове зварювання
Багатодугове́ зва́рювання — спосіб електродугового зварювання, при якому метал нагрівається одночасно кількома зварювальними дугами.
При багатодуговому зварюванні краще використовується трифазний змінний струм мережі (зварювання трифазною дугою), поліпшуються обриси перерізу шва, термічно обробляється наплавлений метал, що приводить до поліпшення його структури, підвищується продуктивність праці тощо.
Багатодугове зварювання провадять за допомогою спеціальних багатодугових зварювальних автоматів.